# Jiřina Jirásková
Jiřina Jirásková (n. 17 februarie 1931, Praga, Cehoslovacia – d. 7 ianuarie 2013, Praga, Cehia) a fost o actriță cehă.

## Biografie
A studiat la Conservatorul din Praga⁠(d) și mai târziu la Facultatea de Teatru, Academia de Arte din Praga⁠(d) (DAMU). După absolvire, a lucrat un an într-un teatru regional din Hradec Králové.
În 1951, la vârsta de 20 de ani, s-a angajat la Teatrul Vinohrady din Praga, unde și-a petrecut întreaga carieră. În perioada 30 mai 1990 - 30 iunie 2000, a fost și directoare a teatrului.
Jirásková a început să apară la televiziune din anii 1950. A jucat în primul serial TV cehoslovac Rodina Bláhova (Familia Bláha). Prima sa oportunitate pe marele ecran a avut-o în filmul dramatic cu spioni Smyk, regizat de Zbyněk Brynych⁠(d). 
A jucat și în filmele Každá koruna dobrá (Fiecare bănuț contează, 1961) și Pohled do očí (Privește în ochii lui, 1961) și a lucrat, de asemenea, cu regizorul de comedie Zdeněk Podskalský⁠(d).
În anii 1970, în perioada de „normalizare” cehoslovacă, a fost forțată să renunțe la actorie. Nu a mai jucat în filme ca de exemplu O noapte la castel. După propriile sale cuvinte, interdicția a fost cauzată de atitudinea sa din perioada reformelor din anii 1960.
În 1983 a revenit în cinematografie, în filmul lui Karel Kachyňa, Surori mai mici (Sestřičky). A apărut în peste 140 de roluri pe parcursul a 40 de ani.
A fost ambasador al bunăvoinței și președinte (2002-2011) al Comitetului Ceh UNICEF și, în 1999, a încercat fără succes să candideze pentru Senat din partea Partidului Civic Democrat.

## Viața personală
A fost căsătorită timp de doi ani cu actorul Jiří Pleskot⁠(d) și a avut o relație de 27 de ani cu Zdeněk Podskalský⁠(d). Nu a avut copii.

### Premii
- 1969 – Premiul publicului la Festivalul de Film Ceh de la Plzeň pentru cea mai populară actriță
- 1998 – Premiul Thalia[17]
- 2006 – Medalia pentru Merit[11]

### Deces
Jiřina Jirásková a decedat la 7 ianuarie 2013, la vârsta de 81 de ani.

## Roluri notabile în teatru
Sursă: 
- Cezar și Cleopatra (Cleopatra)
- Revizorul (guvernanta)

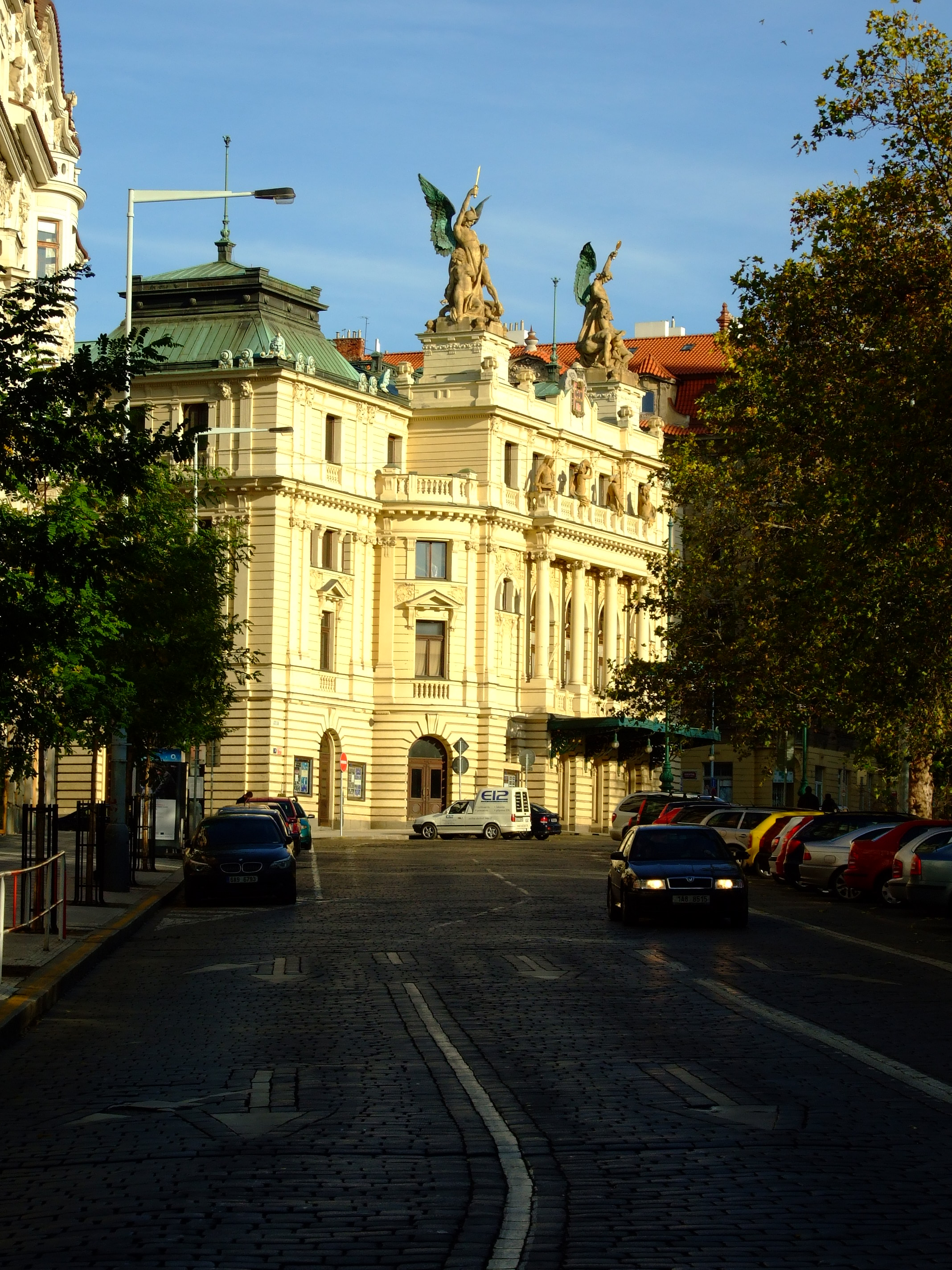
Jirásková și-a petrecut o mare parte a carierei sale la Teatrul Vinohrady, Praga.

- Richard al III-lea (Regina Margareta)
- Jurnalul Annei Frank (Anne Frank)
- Mult zgomot pentru nimic (Hero)
- A douăsprezecea noapte (Olivia)
- Ivanov (Anna Petrovna)
- Nora (Kristina Linde)
- The Full Monty (în cehă Donaha!) (Jeanette)
- Livada de vișini (Charlotte)
- Henric al IV-lea (Marchiza Matilda Spina)

## Filmografie selectată

### Anii 1960
- 1961 - Každá koruna dobrá ca profesoară de muzică[13]
- 1961 - Smyky ca Luisa[18]
- 1961 - Pohled do očí ca Olga Valentová[14]
- 1964 - Čintamani a podvodník ca traducătoare[19]
- 1964 - Curaj pentru fiecare zi (Každý den odvahu) ca Olina[20][21][22]
- 1964 - Einstein kontra Babinský ca dactilografa Dáša[23]
- 1964 - Kdy brečí muži ca mamă[24]
- 1965 - Povești despre copii ca mamă
- 1965 - Nouăzeci de grade la umbră (Třicet jedna ve stínu) ca Věra[25]
- 1966 - Căutarea ca Helena Hrabáková[26]
- 1967 - Hotel pentru străini (Hotel pro cizince) ca Marie[27]
- 1967 - Bunicul, Kylian și eu (Dědeček, Kyliján a já) ca mamă[28]
- 1967 - Casa sufletelor pierdute (Dům ztracených duší) ca Dr. Dvořáková[29]
- 1968 - Sňatky z rozumu ca Hana[30]
- 1968 - Jak se zbavit Helenky ca Viki
- 1969 - Flirt se slečnou Stříbrnou ca doamna Blumenfeldová[31]
- 1969 - Světáci ca Marcela[32][33]
- 1969 - Já, truhlivý bůh (Eu, zeul îndurerat) ca doamna Stenclová[34][35]

### Anii 1970
- 1970 - Případ pro začínajícího kata (Cazul călăului începător) ca Tadeásová[36][37][38]
- 1970 - Luna de miere a diavolului (Ďábelské líbánky) ca Alžběta, asistenta căpitanului Libíček[39][40]
- 1970 - Pe cometă ca Ester[41]

### Anii 1980
- 1980 - Julek ca soția înghițitorului de săbii
- 1980 - Dnes v jednom domě ca Dr. Frýbová (8 episoade)
- 1980 - Fuga de acasă (Útěky domů) – o actriță[42]
- 1981 - Křtiny ca secretară a adjunctului tehnic Karolína
- 1982 - Jak svět prichází o básníky ca directoare a școlii[43][44][45]
- 1983 - Bota jménem Melichar ca Moutelíková[46][47][48]
- 1984 - Barrandovské nocturno aneb Jak film zpíval a tančil
- 1984 - Křtiny ca secretara Karolína
- 1984 - Katapult ca Anna
- 1984 - Slunce, seno, jahody ca Václavka Hubičková

Datorită succesului filmului Slunce, seno, jahody⁠(d) regizat de Zdeněk Troška⁠(d), au fost realizate încă două continuări, Slunce, seno a pár facek⁠(d)  în 1989 și Slunce, seno, erotika⁠(d) în 1991. Jirásková a apărut în ambele continuări.
- 1984 - Vinobraní ca Albína Brousková
- 1984 - Jára Cimrman ležící, spící ca mama
- 1985 - Egy kicsit én, egy kicsit te ca Eva Anyja
- 1985 - Sestřičky (Surori mai mici) ca Bunica[49][16][50]
- 1986 - Klobouk, měšec a láska ca Enenke
- 1986 – Veselé Vánoce přejí chobotnice – dna. Krásná[51][52][53]
- 1987 - Stačí stisknout ca președinta Macková
- 1987 - Arabesky ca Sefrnova
- 1988 - Kdyz v ráji pršelo ca Dočkajka
- 1988 - Muj hříšný muž ca Jeníkova
- 1989 - Gemenii la zoo (Dva lidi v zoo) ca Josefina[54]
- 1989 - Slunce, seno a pár facek (Soare, fân și câteva palme) ca directoarea Hubičková[55]
- 1989 - Příběh '88 ca Zdena

### Anii 1990
- 1990 - Motýlí čas ca directoare a școlii
- 1990 - Muka obraznosti ca Artlova
- 1991 - Slunce, seno, erotika (Soare, fân, erotism) ca directoarea Hubičková[56]
- 1993 - Jedna kočka za druhou ca proprietară
- 1994 - Zámek v Čechách ca o Contesă[57]
- 1995 - Fany ca Jiřina Venclovská[58]

### Anii 2000
- 2005 - Dobrá čtvrt ca doamna Svobodová[59][60][61]
- 2005 - Anděl Páně (Îngerul Domnului) ca Stareța Magdalena. Regia Jiří Strach⁠(d).[62]
- 2006 - Rafťáci ca bunica lui Dany[63]